# La Quatrième Vologda
La Quatrième Vologda (en russe : Четвертая Вологда, Tchetviortaïa Vologda) est le titre d'un récit autobiographique de l'écrivain russe Varlam Chalamov (1907-1982). Le récit est daté de 1968-1971. L'auteur raconte sa vie à Vologda, la ville du Grand Nord russe où il est né, depuis sa prime enfance jusqu'à ses dernières années de lycée en 1922-1923.  

## Le titre
Pour l'auteur il y a trois Vologda : la Vologda historique, la Vologda géographique, la Vologda de la relégation ou déportation. La quatrième c'est la sienne . C'est par ces mots que débute le récit. Il est divisé en XII chapitres, puis l'auteur abandonne cette subdivision en cours de récit.

## Récit
Chalamov naît en 1907, deux ans après le retour de son père, Tikhon Chalamov, d'un séjour de douze années comme missionnaire d'une mission américaine orthodoxe dans les îles Aléoutiennes, sur l'île Kodiak, pour y évangéliser les populations aléoutes. Quand Varlam vient au monde, la famille est déjà composée de deux frères et deux sœurs. Le père de Varlam devient à son retour d'Amérique le prêtre orthodoxe titulaire de la paroisse de la cathédrale Sainte-Sophie de Vologda. Il a une forte personnalité qui marque profondément l'enfant.
Quant à la maman, « Nous comprenions que dans notre famille, notre principale raison d'être, notre tâche principale, était de ne pas oublier maman, de ne pas la piétiner dans la saleté de sa cuisine. ».
Chalamov évoque la vie de famille avec ses frères et sœurs, sa mère et son père, la vie à l'école, son goût prononcé pour la lecture, ses doutes, ses rêves.
À l'âge de 61 ans, Varlam Chalamov fait surgir de sa mémoire les souvenirs de son enfance et de son adolescence dans sa famille et sauve ainsi cette période de sa vie de l'oubli. La famille vit à l'ombre des coupoles de la cathédrale dans la ville de Vologda qui a été pendant des siècles un lieu de relégation ou une prison de transit pour de nombreuses figures de l'opposition depuis Avvakoum jusqu'à Boris Savinkov, Berdiaev. Il n'existe pas de personnage un tant soit peu important du mouvement de libération russe qui n'ait été enregistré à la police de Vologda et qui n'y ait séjourné ne fût-ce que trois mois . L'ouvrage permet d'approcher la personnalité de l'écrivain dont la première arrestation remonte à l'année 1929 à l'âge de 22 ans et dont la relégation à Magadan et à Kalinine se terminera en 1956 à près de cinquante ans.   

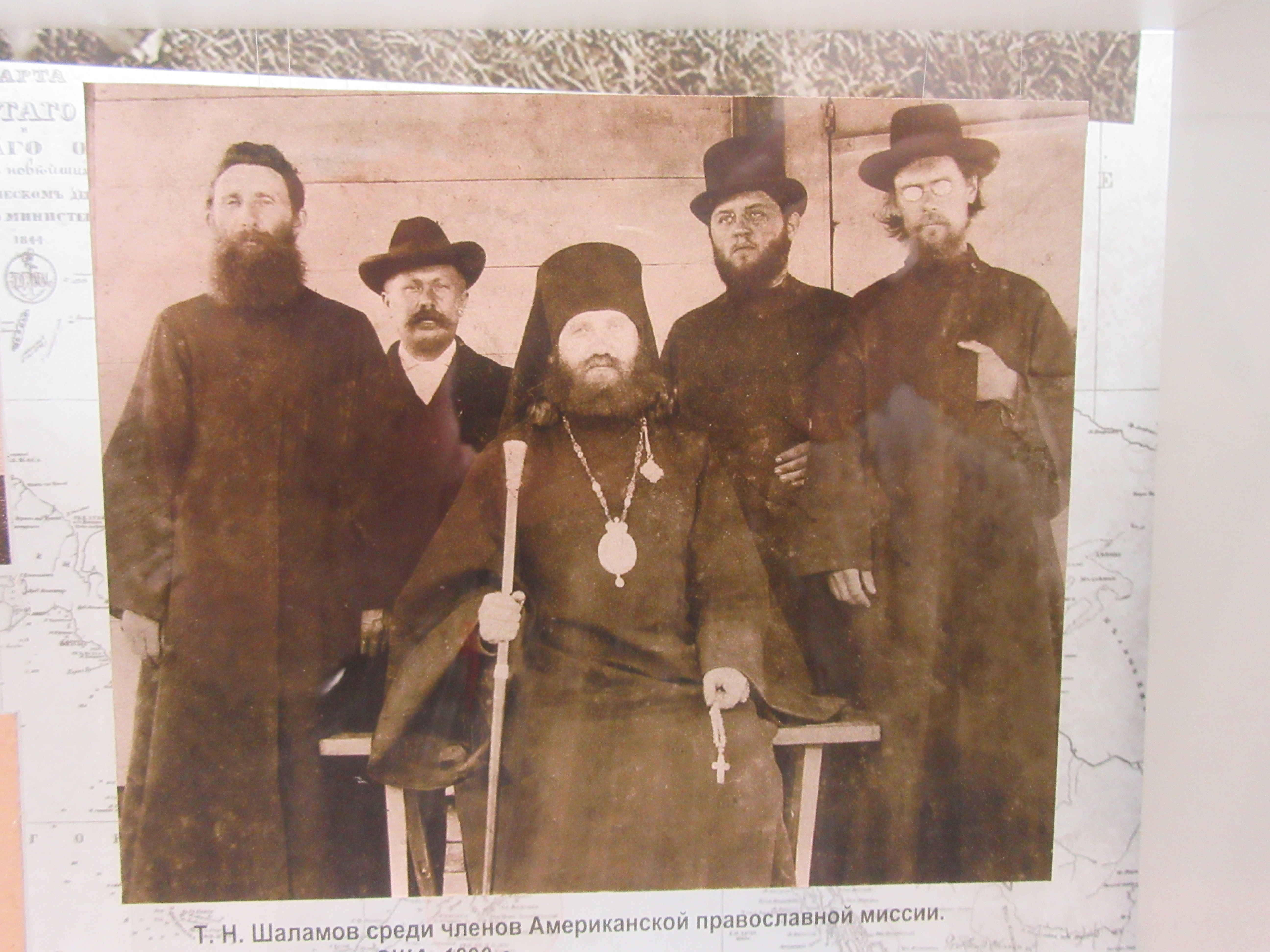
Photo du père de Varlam Chalamov (au centre) à l'époque de la mission aux îles Aléoutiennes
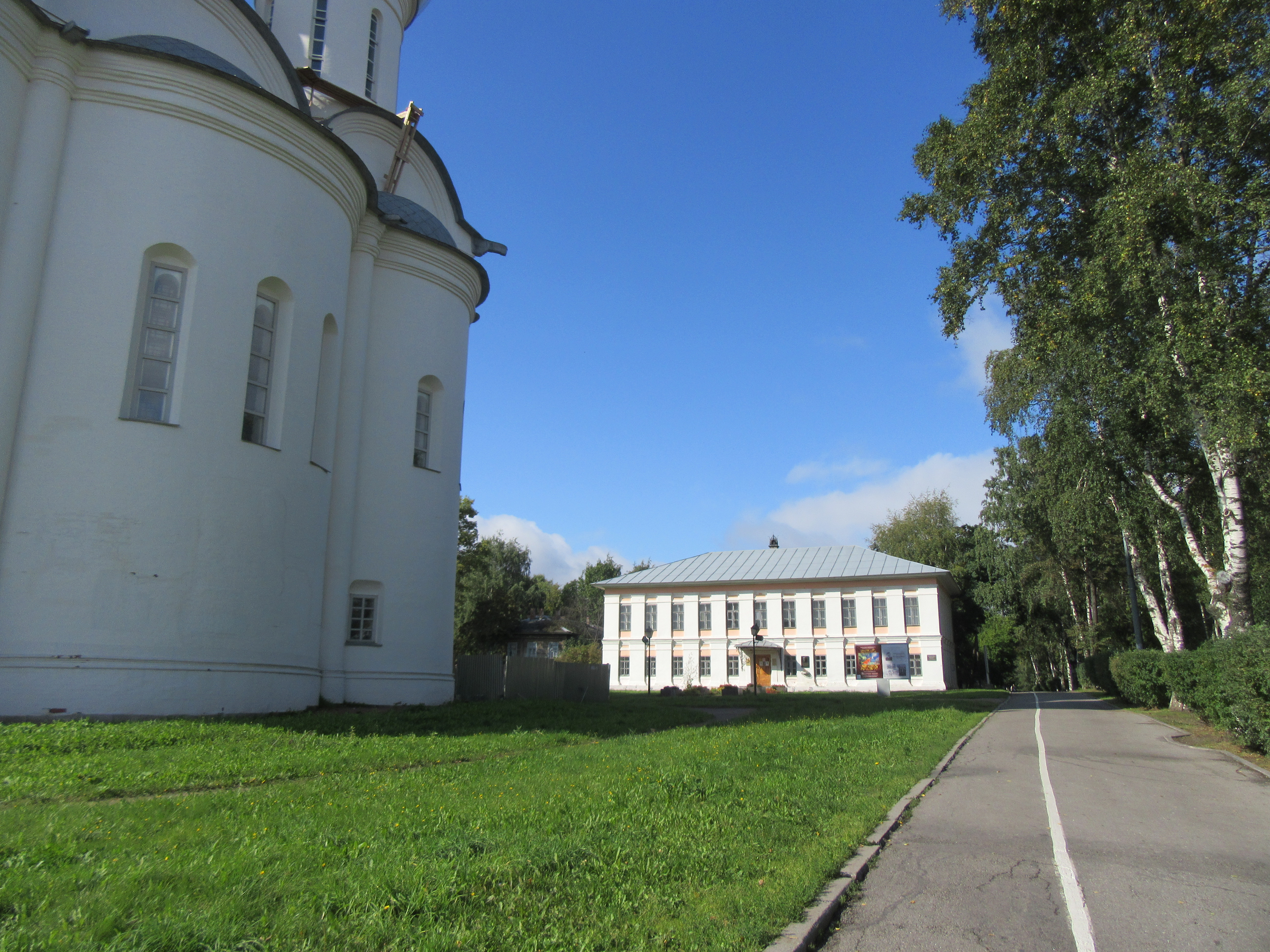
Maison de la famille Chalamov à Vologda, devenue Maison-musée Chalamov

## Éditions
- (ru) Le texte russe de La Quatrième Vologda est paru pour la première fois en russe en 1985 à Paris aux éditions YMCA trois ans après le décès de Chalamov.
- (ru) La première édition en Russie date de 1988, dans la revue Nache Nasledie numéros 3 et 4 mais avec des coupures.
- (ru) La première édition intégrale en Russie date de 1991, dans les numéros 3 à 10 de la revue Lad.
- (fr) La première édition en français date de 1986 aux Éditions Fayard collection La Découverte
- (fr) En 2008, les Éditions Verdier publient La Quatrième Vologda, dans la collection Slovo, traduit du russe par Sophie Benech [4].
- (ru) En 2017 les éditions Древности Севера (Drevnosti Severa) à Vologda publient Четвертая Вологда (La Quatrième Vologda) avec différents compléments.